# La Chapelle-au-Riboul
La Chapelle-au-Riboul és un municipi francès situat al departament de Mayenne i a la regió de País del Loira. L'any 2007 tenia 505 habitants.

## Demografia

### Població
El 2007 la població de fet de La Chapelle-au-Riboul era de 505 persones. Hi havia 210 famílies de les quals 68 eren unipersonals (32 homes vivint sols i 36 dones vivint soles), 61 parelles sense fills, 69 parelles amb fills i 12 famílies monoparentals amb fills.
La població ha evolucionat segons el següent gràfic:
Habitants censats

### Habitatges
El 2007 hi havia 283 habitatges, 212 eren l'habitatge principal de la família, 37 eren segones residències i 34 estaven desocupats. 278 eren cases i 5 eren apartaments. Dels 212 habitatges principals, 157 estaven ocupats pels seus propietaris, 49 estaven llogats i ocupats pels llogaters i 5 estaven cedits a títol gratuït; 2 tenien una cambra, 10 en tenien dues, 54 en tenien tres, 63 en tenien quatre i 83 en tenien cinc o més. 179 habitatges disposaven pel capbaix d'una plaça de pàrquing. A 106 habitatges hi havia un automòbil i a 81 n'hi havia dos o més.

### Piràmide de població
La piràmide de població per edats i sexe el 2009 era:
| Homes | Edats   | Dones |
| ----- | ------- | ----- |
| 0     | 95 o +  | 4     |
| 0     | 90 a 94 | 0     |
| 12    | 85 a 89 | 4     |
| 4     | 80 a 84 | 8     |
| 16    | 75 a 79 | 16    |
| 8     | 70 a 74 | 24    |
| 12    | 65 a 69 | 12    |
| 8     | 60 a 64 | 8     |
| 8     | 55 a 59 | 12    |
| 4     | 50 a 54 | 12    |
| 12    | 45 a 49 | 12    |
| 20    | 40 a 44 | 12    |
| 0     | 35 a 39 | 0     |
| 24    | 30 a 34 | 4     |
| 16    | 25 a 29 | 32    |
| 8     | 20 a 24 | 12    |
| 8     | 15 a 19 | 16    |
| 16    | 10 a 14 | 12    |
| 28    | 5 a 9   | 0     |
| 12    | 0 a 4   | 8     |

## Economia
El 2007 la població en edat de treballar era de 281 persones, 199 eren actives i 82 eren inactives. De les 199 persones actives 179 estaven ocupades (108 homes i 71 dones) i 20 estaven aturades (9 homes i 11 dones). De les 82 persones inactives 33 estaven jubilades, 20 estaven estudiant i 29 estaven classificades com a «altres inactius».

### Ingressos
El 2009 a La Chapelle-au-Riboul hi havia 217 unitats fiscals que integraven 511 persones, la mediana anual d'ingressos fiscals per persona era de 14.277 €.

### Activitats econòmiques
Dels 18 establiments que hi havia el 2007, 1 era d'una empresa extractiva, 1 d'una empresa alimentària, 2 d'empreses de fabricació de material elèctric, 1 d'una empresa de fabricació d'altres productes industrials, 2 d'empreses de construcció, 3 d'empreses de comerç i reparació d'automòbils, 3 d'empreses de transport, 1 d'una empresa d'hostatgeria i restauració, 1 d'una empresa financera, 2 d'entitats de l'administració pública i 1 d'una empresa classificada com a «altres activitats de serveis».
Dels 7 establiments de servei als particulars que hi havia el 2009, 1 era una oficina de correu, 1 una oficina bancària, 1 taller de reparació d'automòbils i de material agrícola, 1 paleta, 1 guixaire pintor, 1 perruqueria i 1 restaurant.
Dels 2 establiments comercials que hi havia el 2009, 1 era una fleca i 1 un drogueria.
L'any 2000 a La Chapelle-au-Riboul hi havia 23 explotacions agrícoles que ocupaven un total de 1.026 hectàrees.

## Equipaments sanitaris i escolars
El 2009 hi havia una escola elemental.

## Poblacions més properes
El següent diagrama mostra les poblacions més properes.